# 黃學遠
黃學遠（？—），朝鮮政治人物，曾出任城市經營部部長，現為朝鮮勞動黨中央委員會中央候補委員。

## 生平
黃學遠在2005年擔任朝鮮建築家同盟中央委員會副委員長。3年後被起用為城市經營部部長。翌年4月的最高人民會議選舉中首次當選為代議員。同年，又成為北韓跆拳道協會的委員長。2010年9月，入選黨中央委員的補候委員名單。2011年12月，最高領導人金正日去世，黃學遠成為治喪委員會的委員之一。2013年4月，他離任城市經營部部長一職。

## 資料來源
1. 1 2 3  .   [2014-05-09]. （原始内容存档于2019-11-29）.